# 原子力の日
原子力の日（げんしりょくのひ）は、原子力に関する歴史的出来事を記念するために制定された記念日の一つ。10月26日。

## 日本
日本の「原子力の日」は毎年10月26日で、以下に示す出来事を記念するために1964年（昭和39年）7月31日に閣議決定によって制定された。
- 1956年10月26日、日本が国際連合の関連機関の一つである国際原子力機関（IAEA）へ参加した[1][4]。
- 1963年10月26日、茨城県東海村の日本原子力研究所（現・原子力機構）の動力試験炉、JPDR（Japan Power Demonstration Reactor）が日本で初めての原子力発電に成功した[1][4]。

以前は、4月18日の発明の日を含む「科学技術週間」のうち1日が「原子力デー」とされていたが、「原子力の日」として分離独立した。
毎年この日には、原子力に関係する機関や企業等で記念行事が行われている。
JPDRは1976年（昭和51年）3月18日に運転を終了し、1986年（昭和61年）から1996年（平成8年）3月31日にかけて解体工事が行われ、設置場所は更地となった。これは日本ではじめての「廃炉」である。
JPDRの実績を元に日本でも商用の原子力発電の導入が決定し、実績が豊富な英国の技術が採用され、富士電機を受け入れ主体として東海村に原子炉の建設が始められた。その後完成した原子炉による日本で最初の商用原子炉による発電は1966年7月25日に日本原子力発電株式会社東海発電所によって行われた。しかしながらこれに続く発電炉は米国の軽水炉が導入されることになり、英国製原子炉の導入はこれ一基のみとなった。この原子炉は1998年3月31日に運転を終了し、現在は解体工事中である。

## 大韓民国
大韓民国の「原子力の日」（ko:원자력의 날）は毎年12月27日。正式名称は「原子力の安全及び振興の日 」（ko:원자력 안전 및 진흥의 날）。2009年12月27日、アラブ首長国連邦（UAE）からの原子力発電所建設工事を受注したこと記念して、その二日後の2009年12月29日、李明博韓国政府は12月27日を「原子力の日」に指定する検討を開始、知識経済部は、2010年10月15日、行政安全部に関連する公文書を発送、12月2日、省庁間の協議に入った。12月27日の第一回記念式典を前に12月21日、「原子力の日制定案」が国務会議を通過し制定された。
「原子力の日」制定に伴い、9月10日の「原子力安全の日」（ko:원자력 안전의 날）は「原子力の安全及び振興の日 」として「原子力の日」に吸収される形で廃止された。
2010年12月27日の第一回「原子力の日」記念式典ではUAEの原発輸出の功労により、コ・ジュンミョン前韓国電力理事ら5人が金塔産業勲章を、ハン・ピルスン前韓国原子力研究院（ko:한국원자력연구원）院長は、原子炉技術の自立を達成した功労で科学技術勲章創造章を、韓国電力公社、斗山重工業、現代建設など3機関は大統領機関表彰（ko:대통령 기관표창）を授章したほか、計207の人、機関が表彰された。